# Femurocoris
Femurocoris is een geslacht van wantsen uit de familie van de Miridae (Blindwantsen). Het geslacht werd voor het eerst wetenschappelijk beschreven door José Cândido de Melo Carvalho in 1977.

## Soorten
Het genus bevat de volgende soorten:

- Femurocoris madeleinensis Hosseini & Cassis, 2019
- Femurocoris spinosus Carvalho, 1977